# Premis Nacionals de Cultura
Els Premis Nacionals de Cultura  és la màxima distinció relacionada amb la cultura atorgada per la Generalitat de Catalunya. S'atorguen a les persones, entitats o institucions de qualsevol àmbit territorial que siguin mereixedores d'un reconeixement institucional per la seva contribució singular a la cultura catalana i al seu enaltiment, valorant-hi preferentment l'excel·lència, la innovació, la trajectòria i la projecció, i tenint present la seva contribució durant l'any anterior al de la concessió.

## Història
Van ser instituïts l'any 1995 i són concedits anualment per la Generalitat de Catalunya. Des de l'any 2009 a través del Consell Nacional de la Cultura i de les Arts (CONCA). Pretenen ser una continuació dels premis concedits l'any 1932 i 1938 per la Generalitat Republicana. El 2012, els premis estan dotats en 18.000 euros, el 2014 en 15.000.
El jurat que atorga els premis proposa al Consell Nacional de la Cultura i de les Arts la llista de premiats, que el Plenari del Consell ratifica. L'entrega dels premis se solia realitzar entre els mesos de setembre i octubre en una cerimònia presidida pel President de la Generalitat, tot i que a partir de l'edició de 2014 es realitza entre els mesos de maig i juny.

### Categories
Entre 1995 i 2012 es van crear progressivament diverses subdivisions dels premis, establint fins a 17 premis diferents, i amb una aportació monetària que variava depenent de l'any. Van arribar a coexistir:
- Premi Nacional d'Arquitectura i Espai Públic, a la persona, entitat o institució que hagi realitzat l'aportació més rellevant en el camp de l'arquitectura o l'espai públic (nova planta, rehabilitació o intervenció en l'espai públic).
- Premi Nacional d'Arts Visuals, a l'aportació més rellevant dels o les professionals de les arts visuals.
- Premi Nacional d'Audiovisual, a la persona, entitat o institució que hagi realitzat l'aportació més rellevant en el camp dels mitjans audiovisuals.
- Premi Nacional de Cinema, a la persona, entitat o institució que hagi realitzat l'aportació més rellevant en el camp del cinema.
- Premi Nacional de Circ, a la persona, entitat o institució que hagi realitzat l'aportació més rellevant en el camp del circ.
- Premi Nacional de Còmic, a la persona, entitat o institució que hagi realitzat l'aportació més rellevant en el camp del còmic i en els llenguatges que s'hi relacionen.
- Premi Nacional de Cultura Popular, a l'associació, fundació, entitat, col·lectiu o personalitat que hagi fet l'aportació més rellevant en el camp de l'associacionisme cultural, de la creació artística no professional o de la difusió, promoció, conservació i recuperació de la cultura popular i tradicional catalana.
- Premi Nacional de Dansa, a l'aportació més rellevant dels o les professionals de la dansa.
- Premi Nacional de Disseny, a l'aportació més rellevant dels o les professionals del disseny.
- Premi Nacional de Literatura, a l'autor o autora de la millor obra literària en català, en les diverses modalitats de creació, o a l'autor o autora de la millor traducció al català d'obres literàries en altres llengües.
- Premi Nacional de Música, a l'aportació més rellevant dels o les professionals de la música.
- Premi Nacional de Patrimoni Cultural, a la persona, entitat o institució que hagi realitzat l'aportació més rellevant en el camp del patrimoni arqueològic, documental, museístic o bibliogràfic.
- Premi Nacional de Pensament i Cultura Científica, a la persona, entitat o institució que hagi realitzat l'aportació més rellevant en els camps del pensament i/o la cultura científica.
- Premi Nacional de Periodisme, a l'aportació més rellevant dels o les professionals del periodisme en llengua catalana.
- Premi Nacional a la Projecció Social de la Llengua Catalana, a la persona, entitat o institució que hagi contribuït de manera destacada a la projecció social de la llengua catalana.
- Premi Nacional de Teatre, a l'aportació més rellevant dels o les professionals del teatre.
- Premi Nacional a la Trajectòria Professional i Artística, a la persona que per la seva trajectòria sigui mereixedora d'un reconeixement especial per la seva contribució a la consolidació i el reconeixement dels diferents àmbits de la nostra cultura.

### Reunificació
A principis d'abril de 2013 es va fer públic que el Govern de la Generalitat de Catalunya reduïa els premis Nacionals de Cultura de 16 a 10 guardonats, i n'abolia les categories, amb la intenció de "tallar el creixement il·limitat de categories". El juny de 2013 es concediren a deu guardonats, el màxim permès pel nou marc legal d'aquests premis, dotats amb 15.000 euros.
- Premis Nacionals de Cultura 2013
- Premis Nacionals de Cultura 2014
- Premis Nacionals de Cultura 2015
- Premis Nacionals de Cultura 2016
- Premis Nacionals de Cultura 2017
- Premis Nacionals de Cultura 2018
- Premis Nacionals de Cultura 2019
- Premis Nacionals de Cultura 2020
- Premis Nacionals de Cultura 2021
- Premis Nacionals de Cultura 2022
- Premis Nacionals de Cultura 2023
- Premis Nacionals de Cultura 2024